# Новая волна (фильм)
«Новая волна» (фр. Nouvelle Vague) — франко-швейцарский фильм режиссёра Жан-Люка Годара, вышел в прокат 23 мая 1990 года. Фильм показывает взаимоотношения высшего общества с наёмными рабочими.

## Сюжет
Богатая и красивая графиня Элена Торлато-Фаврини (Она) сбивает путешествующего автостопом Роже (Он). Она отвозит его в свой дом на Женевском озере, устраивает на работу и делает своим возлюбленным. Роже Леннокс — тихий и молчаливый человек, полная противоположность её деятельной жизни. Однажды он ей говорит: «Вы никогда не поймёте, что на свете есть другие люди, которые думают, страдают. Вы озабочены только своими делами!» Он ей быстро надоедает, и она топит его в озере. Позже появляется Ришар Ленокс, такой же деятельный и энергичный, как и она. Он заменяет её во всех делах. Она говорит, что он «украл у неё жизнь». Поэтому она и не умеет плавать. Ришар Ленокс сбрасывает её с лодки, но в последний момент хватает за руку. Он увозит её из дома.

## В ролях
- Ален Делон — Ришар Леннокс/Роже Леннокс (Он)
- Домициана Джордано — Элена Торлато-Фаврини (Она)
- Жак Дакмин
- Лоранс Кот
- Кристоф Одан

## Художественный комментарий
Годар утверждал, что дал Алену Делону роли «героев Ветхого и Нового Заветов». Фронтальные планы, сцены природы, цитата из «Божественной комедии» напоминают фильмы Андрея Тарковского. Книга Анны Радклиф «Тайна Удольфского замка» (Les Evades des tenebres), лежащая в чемодане Роже, отсылает к мужу Мэри Шелли Перси. Он также, как и главный герой, одно время жил на Женевском озере и утонул в Лигурийском море. Цикл гравюр Гойи «Бедствия войны» Ришар меняет с арабом на картину «Маха обнажённая».
_____________________________________________